# Żabczanka
Żabczanka [pronunciación en polaco: /ʐapˈt͡ʂaŋka/] es un pueblo ubicado en el distrito administrativo de Gmina Szczerców, dentro delDistrito de Bełchatów, Voivodato de Łódź, en Polonia central. Se encuentra aproximadamente a 4 kilómetros al sureste de Szczerców, a 17 kilómetros al oeste de Serłchatów, y a 57 kilómetros al suroeste de la capital regional Łódź.
El pueblo tiene una población de 60 habitantes.